# Siddhi

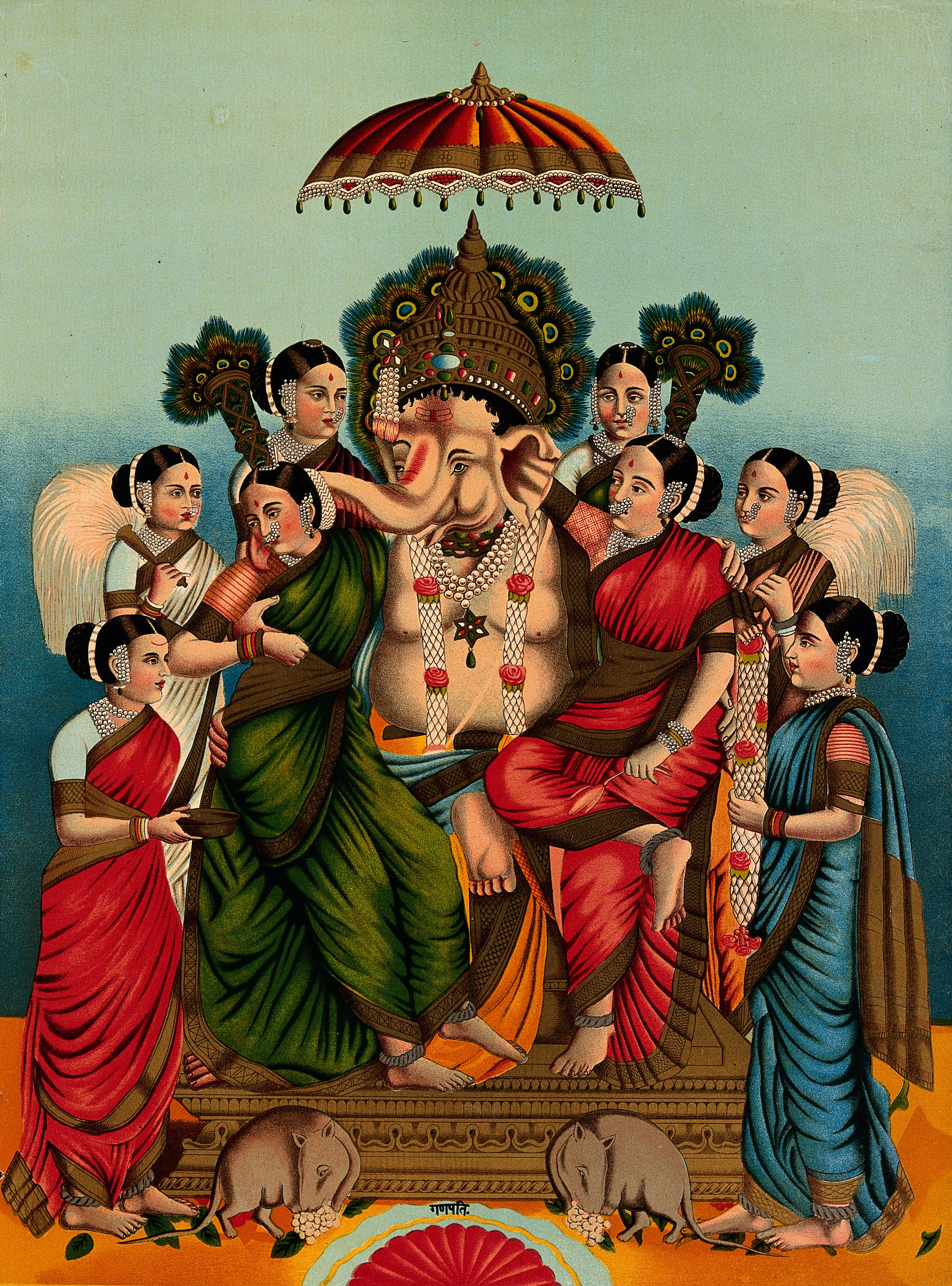
Il dio Ganesha attorniato da due consorti, personificazioni di Siddhi e Buddhi, e altre sei assistenti.

Siddhi è un termine sanscrito, utilizzato all'interno dell'Induismo e del Buddhismo tantrico, che può essere grossolanamente tradotto in "potere spirituale" o "abilità psichica". Esso deriva dalla radice sidh (lett. "compiere", "raggiungere") e, nelle diverse tradizioni filosofiche e religiose indiane, ha assunto vari significati quali "potere", "perfezione mistica", "compimento ultimo della vita", "completezza", "successo".
Queste capacità possono essere innate, o venire raggiunte grazie ad austerità e pratiche ascetiche.

## Caratteristiche
Nello yoga si distinguono tradizionalmente otto (ashta) tipi di siddhi (anche se lo Yoga Sūtra di Patañjali, ne analizza 68), divisi in tre categorie:
- Siddhi della conoscenza: garima/prapti (onnipresenza) e prakamya (perfezione dei desideri).
- Siddhi del potere: isitva (supremazia sulla natura), vasitva (controllo delle forze naturali) e kama-avasayitva (completa soddisfazione).
- Siddhi del corpo: anima (diventare piccoli come un atomo), mahima (diventare infinitamente grandi), laghima (levitazione).

La siddhi suprema (parasiddhi), superiore a tutte le altre, è la realizzazione del Sé.
In alcune tradizioni dell'induismo, Siddhi viene personificata come una figlia del dio Brahma e sposa di Ganesha, insieme a Buddhi (l'intelligenza).

## Rischi potenziali
Nonostante la natura celeste delle siddhi, esse sono considerate potenzialmente pericolose per gli aspiranti spirituali, data l'estrema facilità con la quale lo sviluppo di questi poteri potrebbe comportare una crescita dell'ego, dell'orgoglio e della vanità, qualità che ostacolano il cammino dell'aspirante verso il fine ultimo del Samādhi. Secondo i commentatori dello Yoga Sūtra attribuito a Patañjali, i siddhi consistono infatti in acquisizioni di poteri che non dovrebbero essere ricercati per se stessi, poiché potrebbero creare attaccamento e impedire kaivalya, cioè la liberazione. Nelle Upanishad si trova il seguente avvertimento: 
(Dallo Yogatattva Upanishad)